# Coffea pervilleana
Coffea pervilleana är en måreväxtart som först beskrevs av Henri Ernest Baillon, och fick sitt nu gällande namn av Emmanuel Drake del Castillo. Coffea pervilleana ingår i släktet Coffea och familjen måreväxter. Inga underarter finns listade i Catalogue of Life.